# Guarujá Open 1987
Il Guarujá Open 1987 è stato un torneo di tennis giocato sulla terra rossa. È stata la 2ª edizione del torneo che fa parte del Nabisco Grand Prix 1987. Si è giocato a Guarujá in Brasile su campi in cemento dal 26 gennaio al 2 febbraio 1987.

## Campioni

### Singolare maschile
Luiz Mattar ha battuto in finale  Cássio Motta con il punteggio di 6–3, 5–7, 6–2

### Doppio maschile
Luiz Mattar /  Cássio Motta hanno battuto in finale  Martin Hipp /  Tore Meinecke con il punteggio di 7–6, 6–1